# ویکتوریا (ایندیانا)
ویکتوریا (به انگلیسی: Victoria) یک منطقهٔ مسکونی در ایالات متحده آمریکا است که در ایندیانا واقع شده‌است. ویکتوریا ۱۲۸٫۳۲ متر بالاتر از سطح دریا واقع شده‌است.